# Illigera grandiflora
Illigera grandiflora är en tvåhjärtbladig växtart som beskrevs av W.W. Sm. & Jeffrey. Illigera grandiflora ingår i släktet Illigera och familjen Hernandiaceae. Inga underarter finns listade i Catalogue of Life.